# Circoscrizione Łódź
La circoscrizione Łódź è una circoscrizione elettorale per l'elezione dei membri del Parlamento europeo spettanti alla Polonia.

## Storia
La circoscrizione venne creata dalla legge 23 gennaio 2004, senza assegnarle formalmente un nome, ma solamente un numero.

## Territorio
La circoscrizione comprende, fin dalla sua istituzione, l'intero territorio del voivodato di Łódź.

## Risultati

### VI legislatura
| Partito                            | Partito                                                 | Risultati 13 giugno 2004 | Risultati 13 giugno 2004 | Risultati 13 giugno 2004 | Seggi | Seggi |
| Partito                            | Partito                                                 | Voti                     | %                        | ±                        | Num   | ±     |
| ---------------------------------- | ------------------------------------------------------- | ------------------------ | ------------------------ | ------------------------ | ----- | ----- |
|                                    | Piattaforma Civica                                      | 91 331                   | 23,20                    | n.d.                     | 1     | n.d.  |
|                                    | Lega delle Famiglie Polacche                            | 66 394                   | 16,87                    | n.d.                     | 1     | n.d.  |
|                                    | Autodifesa della Repubblica Polacca                     | 53 120                   | 13,50                    | n.d.                     | 1     | n.d.  |
|                                    | Partito Popolare Polacco                                | 41 089                   | 10,44                    | n.d.                     | 1     | n.d.  |
|                                    | Alleanza della Sinistra Democratica - Unione del Lavoro | 38 878                   | 9,88                     | n.d.                     | 0     | n.d.  |
|                                    | Diritto e Giustizia                                     | 36 404                   | 9,25                     | n.d.                     | 0     | n.d.  |
|                                    | Socialdemocrazia Polacca                                | 18 153                   | 4,61                     | n.d.                     | 0     | n.d.  |
|                                    | Unione della Libertà                                    | 15 251                   | 3,87                     | n.d.                     | 0     | n.d.  |
|                                    | Unione per la Politica Reale                            | 9 415                    | 2,39                     | n.d.                     | 0     | n.d.  |
|                                    | KPEiR-PLD                                               | 6 535                    | 1,66                     | n.d.                     | 0     | n.d.  |
|                                    | Comitato Elettorale Nazionale                           | 4 635                    | 1,18                     | n.d.                     | 0     | n.d.  |
|                                    | Confederazione del Movimento di Difesa dei Disoccupati  | 4 189                    | 1,06                     | n.d.                     | 0     | n.d.  |
|                                    | Iniziativa per la Polonia                               | 2 318                    | 0,59                     | n.d.                     | 0     | n.d.  |
|                                    | Coalizione Civica Nazionale                             | 2 270                    | 0,58                     | n.d.                     | 0     | n.d.  |
|                                    | Partito Polacco del Lavoro                              | 1 701                    | 0,43                     | n.d.                     | 0     | n.d.  |
|                                    | Rinascita Nazionale Polacca                             | 1 090                    | 0,28                     | n.d.                     | 0     | n.d.  |
|                                    | Partito Nazionale Polacco                               | 826                      | 0,21                     | n.d.                     | 0     | n.d.  |
|                                    |                                                         |                          |                          |                          |       |       |
| Iscritti                           | Iscritti                                                | 2 078 974                | 100,00                   |                          |       |       |
| ↳ Votanti (% su iscritti)          | ↳ Votanti (% su iscritti)                               | 405 184                  | 19,49                    | n.d.                     |       |       |
| ↳ Voti validi (% su votanti)       | ↳ Voti validi (% su votanti)                            | 393 599                  | 97,14                    |                          |       |       |
| ↳ Schede non valide (% su votanti) | ↳ Schede non valide (% su votanti)                      | 11 585                   | 2,86                     |                          |       |       |
| ↳ Astenuti (% su iscritti)         | ↳ Astenuti (% su iscritti)                              | 1 673 790                | 80,51                    |                          |       |       |

| Eletti | Eletti               |
| ------ | -------------------- |
|        | Jacek Saryusz-Wolski |
|        | Urszula Krupa        |
|        | Bogdan Golik         |
|        | Janusz Wojciechowski |

### VII legislatura
| Partito                            | Partito                                                 | Risultati 7 giugno 2009 | Risultati 7 giugno 2009 | Risultati 7 giugno 2009 | Seggi | Seggi   |
| Partito                            | Partito                                                 | Voti                    | %                       | ±                       | Num   | ±       |
| ---------------------------------- | ------------------------------------------------------- | ----------------------- | ----------------------- | ----------------------- | ----- | ------- |
|                                    | Piattaforma Civica                                      | 204 798                 | 43,04                   | 19,54                   | 2     | 1       |
|                                    | Diritto e Giustizia                                     | 134 947                 | 28,36                   | 18,91                   | 1     | 1       |
|                                    | Alleanza della Sinistra Democratica - Unione del Lavoro | 62 923                  | 13,22                   | 3,25                    | 0     | Stabile |
|                                    | Partito Popolare Polacco                                | 32 390                  | 6,81                    | 3,68                    | 0     | 1       |
|                                    | Intesa per il Futuro - Centro-sinistra                  | 16 081                  | 3,38                    | n.d.                    | 0     | n.d.    |
|                                    | Autodifesa della Repubblica Polacca                     | 9 827                   | 2,07                    | 11,45                   | 0     | 1       |
|                                    | Destra della Repubblica                                 | 2 633                   | 0,55                    | n.d.                    | 0     | n.d.    |
|                                    | Unione per la Politica Reale                            | 4 777                   | 1,00                    | 1,39                    | 0     | Stabile |
|                                    | Libertas Polonia                                        | 3 988                   | 0,84                    | n.d.                    | 0     | n.d.    |
|                                    | Partito Polacco del Lavoro                              | 3 453                   | 0,73                    | 0,51                    | 0     | Stabile |
|                                    |                                                         |                         |                         |                         |       |         |
| Iscritti                           | Iscritti                                                | 2 071 649               | 100,00                  |                         |       |         |
| ↳ Votanti (% su iscritti)          | ↳ Votanti (% su iscritti)                               | 487 971                 | 23,55                   | 4,06                    |       |         |
| ↳ Voti validi (% su votanti)       | ↳ Voti validi (% su votanti)                            | 475 817                 | 97,51                   |                         |       |         |
| ↳ Schede non valide (% su votanti) | ↳ Schede non valide (% su votanti)                      | 12 154                  | 2,49                    |                         |       |         |
| ↳ Astenuti (% su iscritti)         | ↳ Astenuti (% su iscritti)                              | 1 583 678               | 76,45                   |                         |       |         |

| Eletti | Eletti               |
| ------ | -------------------- |
|        | Jacek Saryusz-Wolski |
|        | Joanna Skrzydlewska  |
|        | Janusz Wojciechowski |

### VIII legislatura
| Partito                            | Partito                                                 | Risultati 25 maggio 2014 | Risultati 25 maggio 2014 | Risultati 25 maggio 2014 | Seggi | Seggi   |
| Partito                            | Partito                                                 | Voti                     | %                        | ±                        | Num   | ±       |
| ---------------------------------- | ------------------------------------------------------- | ------------------------ | ------------------------ | ------------------------ | ----- | ------- |
|                                    | Diritto e Giustizia                                     | 177 654                  | 37,92                    | 9,76                     | 1     | Stabile |
|                                    | Piattaforma Civica                                      | 149 474                  | 31,91                    | 10,83                    | 1     | 1       |
|                                    | Alleanza della Sinistra Democratica - Unione del Lavoro | 35 344                   | 7,54                     | 5,59                     | 0     | Stabile |
|                                    | Partito Popolare Polacco                                | 29 615                   | 6,32                     | 0,44                     | 0     | Stabile |
|                                    | Congresso della Nuova Destra                            | 29 202                   | 6,23                     | n.d.                     | 0     | n.d.    |
|                                    | Europa Plus - Twój Ruch                                 | 11 597                   | 2,48                     | n.d.                     | 0     | n.d.    |
|                                    | Polonia Insieme                                         | 11 332                   | 2,42                     | n.d.                     | 0     | n.d.    |
|                                    | Polonia Solidale                                        | 11 278                   | 2,41                     | n.d.                     | 0     | n.d.    |
|                                    | Movimento Nazionale                                     | 5 736                    | 1,22                     | n.d.                     | 0     | n.d.    |
|                                    | Partito Verde                                           | 3 177                    | 0,68                     | n.d.                     | 0     | n.d.    |
|                                    | Democrazia Diretta                                      | 2 846                    | 0,61                     | n.d.                     | 0     | n.d.    |
|                                    | Autodifesa                                              | 1 212                    | 0,26                     | 1,79                     | 0     | Stabile |
|                                    |                                                         |                          |                          |                          |       |         |
| Iscritti                           | Iscritti                                                | 2 036 030                | 100,00                   |                          |       |         |
| ↳ Votanti (% su iscritti)          | ↳ Votanti (% su iscritti)                               | 482 918                  | 23,72                    | 0,17                     |       |         |
| ↳ Voti validi (% su votanti)       | ↳ Voti validi (% su votanti)                            | 468 467                  | 97,01                    |                          |       |         |
| ↳ Schede non valide (% su votanti) | ↳ Schede non valide (% su votanti)                      | 14 451                   | 2,99                     |                          |       |         |
| ↳ Astenuti (% su iscritti)         | ↳ Astenuti (% su iscritti)                              | 1 553 112                | 76,28                    |                          |       |         |

| Eletti | Eletti               |
| ------ | -------------------- |
|        | Janusz Wojciechowski |
|        | Jacek Saryusz-Wolski |

### IX legislatura
| Partito                            | Partito                            | Risultati 26 maggio 2019 | Risultati 26 maggio 2019 | Risultati 26 maggio 2019 | Seggi | Seggi |
| Partito                            | Partito                            | Voti                     | %                        | ±                        | Num   | ±     |
| ---------------------------------- | ---------------------------------- | ------------------------ | ------------------------ | ------------------------ | ----- | ----- |
|                                    | Diritto e Giustizia                | 426 046                  | 46,69                    | 8,77                     | 2     | 1     |
|                                    | Coalizione Europea                 | 347 620                  | 38,09                    | n.d.                     | 1     | n.d.  |
|                                    | Primavera                          | 50 696                   | 5,56                     | n.d.                     | 0     | n.d.  |
|                                    | Confederazione                     | 37 899                   | 4,15                     | n.d.                     | 0     | n.d.  |
|                                    | Kukiz'15                           | 32 476                   | 3,56                     | n.d.                     | 0     | n.d.  |
|                                    | Lewica Razem                       | 17 849                   | 1,96                     | n.d.                     | 0     | n.d.  |
|                                    |                                    |                          |                          |                          |       |       |
| Iscritti                           | Iscritti                           | 1 960 252                | 100,00                   |                          |       |       |
| ↳ Votanti (% su iscritti)          | ↳ Votanti (% su iscritti)          | 919 793                  | 46,92                    | 23,20                    |       |       |
| ↳ Voti validi (% su votanti)       | ↳ Voti validi (% su votanti)       | 912 586                  | 99,22                    |                          |       |       |
| ↳ Schede non valide (% su votanti) | ↳ Schede non valide (% su votanti) | 7 207                    | 0,78                     |                          |       |       |
| ↳ Astenuti (% su iscritti)         | ↳ Astenuti (% su iscritti)         | 1 040 459                | 53,08                    |                          |       |       |

| Eletti | Eletti               |
| ------ | -------------------- |
|        | Joanna Kopcińska     |
|        | Witold Waszczykowski |
|        | Marek Belka          |

### X legislatura
| Partito                            | Partito                                        | Risultati 9 giugno 2024 | Risultati 9 giugno 2024 | Risultati 9 giugno 2024 | Seggi | Seggi   |
| Partito                            | Partito                                        | Voti                    | %                       | ±                       | Num   | ±       |
| ---------------------------------- | ---------------------------------------------- | ----------------------- | ----------------------- | ----------------------- | ----- | ------- |
|                                    | Destra Unita                                   | 292 596                 | 38,60                   | 8,09                    | 1     | 1       |
|                                    | Coalizione Civica                              | 252 318                 | 33,29                   | n.d.                    | 1     | n.d.    |
|                                    | Confederazione                                 | 83 098                  | 10,96                   | 6,81                    | 0     | Stabile |
|                                    | La Sinistra                                    | 75 285                  | 9,93                    | n.d.                    | 0     | n.d.    |
|                                    | Terza Via                                      | 44 780                  | 5,91                    | n.d.                    | 0     | n.d.    |
|                                    | Bezpartyjni Samorządowcy                       | 6 318                   | 0,83                    | n.d.                    | 0     | n.d.    |
|                                    | PolExit                                        | 1 868                   | 0,25                    | n.d.                    | 0     | n.d.    |
|                                    | Polonia Liberale - Sciopero degli Imprenditori | 1 699                   | 0,22                    | n.d.                    | 0     | n.d.    |
|                                    |                                                |                         |                         |                         |       |         |
| Iscritti                           | Iscritti                                       | 1 854 108               | 100,00                  |                         |       |         |
| ↳ Votanti (% su iscritti)          | ↳ Votanti (% su iscritti)                      | 762 179                 | 41,11                   | 5,81                    |       |         |
| ↳ Voti validi (% su votanti)       | ↳ Voti validi (% su votanti)                   | 757 962                 | 99,45                   |                         |       |         |
| ↳ Schede non valide (% su votanti) | ↳ Schede non valide (% su votanti)             | 4 217                   | 0,55                    |                         |       |         |
| ↳ Astenuti (% su iscritti)         | ↳ Astenuti (% su iscritti)                     | 1 091 929               | 58,89                   |                         |       |         |

| Eletti | Eletti         |
| ------ | -------------- |
|        | Waldemar Buda  |
|        | Dariusz Joński |